# Automobili Lamborghini
Automobili Lamborghini ist eine Rennsimulation des französischen Publishers und Entwicklers Titus Interactive, in der vornehmlich Fahrzeuge des Rennwagenherstellers Lamborghini gefahren werden können. Das Spiel erschien Ende 1997 exklusiv für die Spielkonsole Nintendo 64, zunächst in Europa und den USA, ein halbes Jahr später unter dem Namen Super Speed Race 64 (jap. スーパースピードレース64) auch in Japan.

## Spielprinzip
In Automobili Lamborghini schlüpft der Spieler in die Rolle eines Fahrers von (damals) modernen Supersportwagen. Durch gute Rennergebnisse können weitere Strecken und Fahrzeuge freigeschaltet werden. Zum Speichern des Spielfortschritts wird allerdings zwingend das Controller Pak benötigt.
Neben vielen Fahrzeugen aus dem Hause Lamborghini wie den Countach, Diablo usw. kann man noch z. B. den Bugatti EB110 und den Porsche 959 freischalten. Es stehen sechs Strecken zur Verfügung.

### Versionen
Die japanische Version weist einige Unterschiede auf. Nicht nur der Name, Super Speed Race 64, sondern auch der Schwierigkeitsgrad wurde verändert. Weiterhin gibt es nun einstellbare Wetterbedingungen, eine Fotogalerie, Streckenvorschauen und weitere kleinere Veränderungen.
Eine erneute Veröffentlichung für die Hardware-Erweiterung 64DD war wohl geplant.

## Spielmodi
Folgende Spielmodi stehen zur Verfügung:
- Championship
- Arcade
- Einzelrennen
- Zeitrennen[2]

## Steuerung
Gesteuert wird das Spiel mit dem Gamepad des N64. Die Steuerung kann ausschließlich in der japanischen Version beliebig angepasst werden.

## Rezeption
Das Spiel erhielt gute Wertungen. Die Fahrzeuge seien realistisch nachgebaut und die Strecken abwechslungsreich. Dagegen sei die Steuerung gewöhnungsbedürftig und der Sound eher mittelmäßig. GameSpot lobte die Grafiken ("this could be the N64's best-looking racer") und die Zugänglichkeit des Spiels, kritisierte aber die mangelnde Komplexität. Insgesamt bewertete das Magazin Automobili Lamborghini als „eines der aufregendsten Rennspiele auf Konsolensystemen“ und vergab 7.7 von 10 Punkten. Die Aggregationswebsite GameRankings wertete elf Rezensionen aus und errechnete einen Metascore von 70 %.